# 지수로
지수로(Jisu-ro)는 경상남도 진주시 벌용동 봉대교차로에서 의령군 화정면을 잇는 경상남도의 도로이다.

## 주요 경유지
경상남도
- 진주시 (사봉면 . 지수면) - 의령군 (화정면)

## 노선
| 이름              | 접속 노선                  | 소재지            | 소재지            | 비고              |
| 산업단지로와 직결 | 산업단지로와 직결          | 산업단지로와 직결 | 산업단지로와 직결 | 산업단지로와 직결 |
| ----------------- | -------------------------- | ----------------- | ----------------- | ----------------- |
| 봉대 교차로       | 지방도 제1004호선 (사군로) | 진주시            | 사봉면            |                   |
| 지주육교          |                            | 진주시            | 지수면            |                   |
| 승산교            |                            | 진주시            | 지수면            |                   |
| 장박교            |                            | 진주시            | 지수면            |                   |
|                   | 의령군                     | 화정면            |                   |                   |
| (이름없음)        | 의령군                     | 화정면            |                   |                   |
| 벽화로와 직결     |                            |                   |                   |                   |

## 주요 건물 및 시설
- SK에너지 삼거리주유소 (지수로 1/봉곡리 1004-3)
- GS칼텍스 지수농민주유소 (지수로 454/승산리 450-4)
- GS25 진주지수점 (지수로 472/승산리 445-18)
- 농협 진주진양농협 지수지점 (지수로 480/승산리 445-4)
- 농협 진주진양농협 하나로마트 지수점 (지수로 480/승산리 445-4)
- 지수면행정복지센터 (지수로 483/승산리 412-5)
- 진주지수우체국 (지수로 488/승산리 203-6)
- 지수파출소 (지수로 492/승산리 203-1)